# Akuseki-jima
Akuseki-jima (jap. 悪石島, Wyspa Złego Kamienia) – wyspa wulkaniczna w północnej części archipelagu Tokara (Tokara-rettō), stanowiącego część archipelagu Nansei (Nansei-shotō). Wyspa leży 20 kilometrów na południe od wyspy Suwanose-jima i 37 kilometrów na północ od wyspy Ko-jima. Grupa należy administracyjnie do prefektury Kagoshima, w Japonii.

## Kultura
Akusekijima to wyspa zamaskowanego boga Bozé (jap. ボゼ), dla której każdego lata odbywa się festiwal. Wyspa Akuseki-jima wraz z Takara-jima są najpopularniejszymi wyspami wśród turystów.